# Zahnmedizinischer Fachangestellter

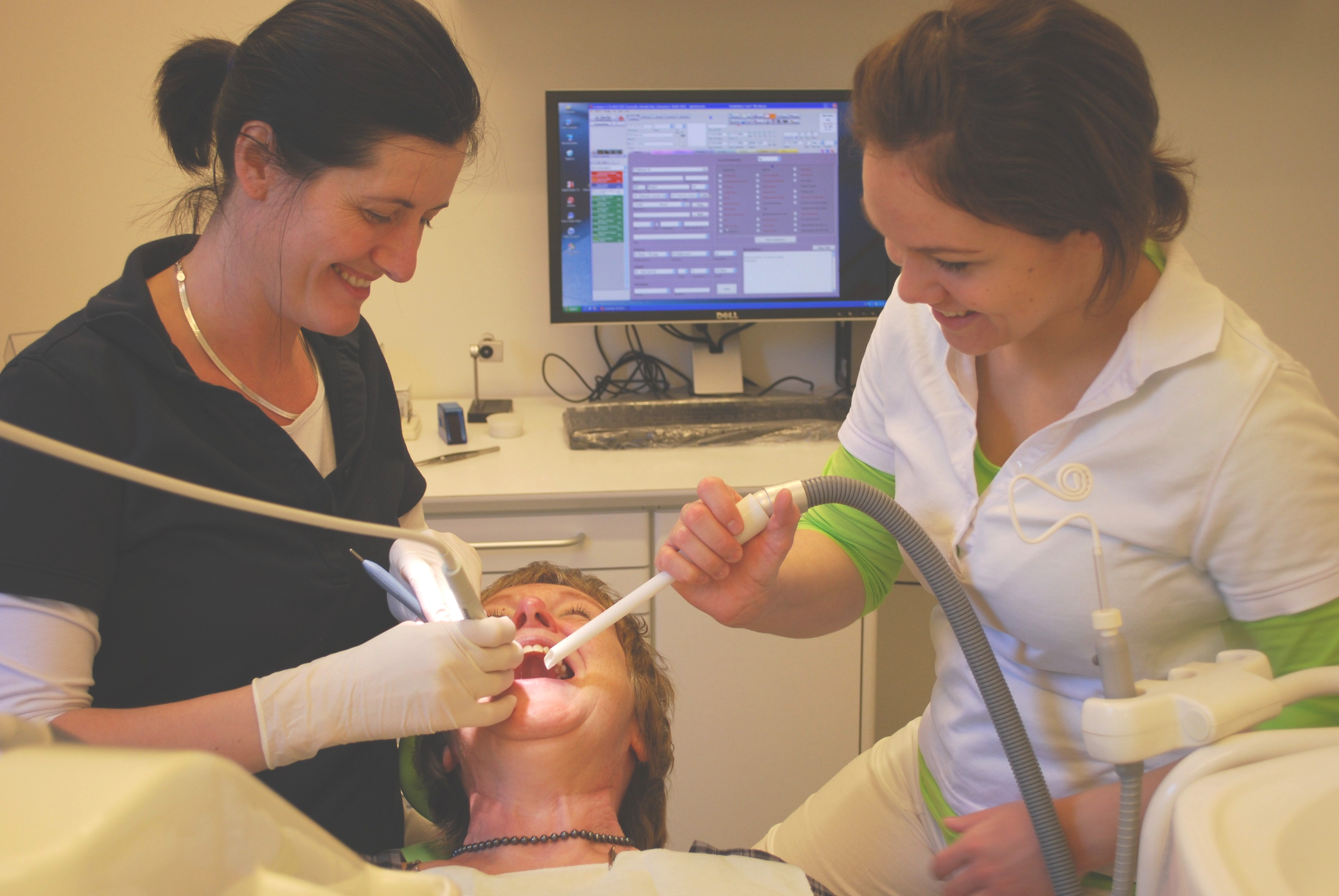
Zahnmedizinische Fachangestellte (rechts) bei der Arbeit

Ein Zahnmedizinischer Fachangestellter (ZFA) hat die Aufgabe, dem Zahnarzt bei der Behandlung von Patienten und bei der Praxisorganisation zu assistieren. Die Berufsbezeichnung lautet in Deutschland Zahnmedizinische/r Fachangestellte/r. In der Schweiz lautet die Berufsbezeichnung Dentalassistent. Ca. 99 % der Zahnmedizinischen Fachangestellten sind Frauen.
In der DDR lautete die Berufsbezeichnung für die ehemalige Zahnarzthelferin Stomatologische Schwester.

## Deutschland

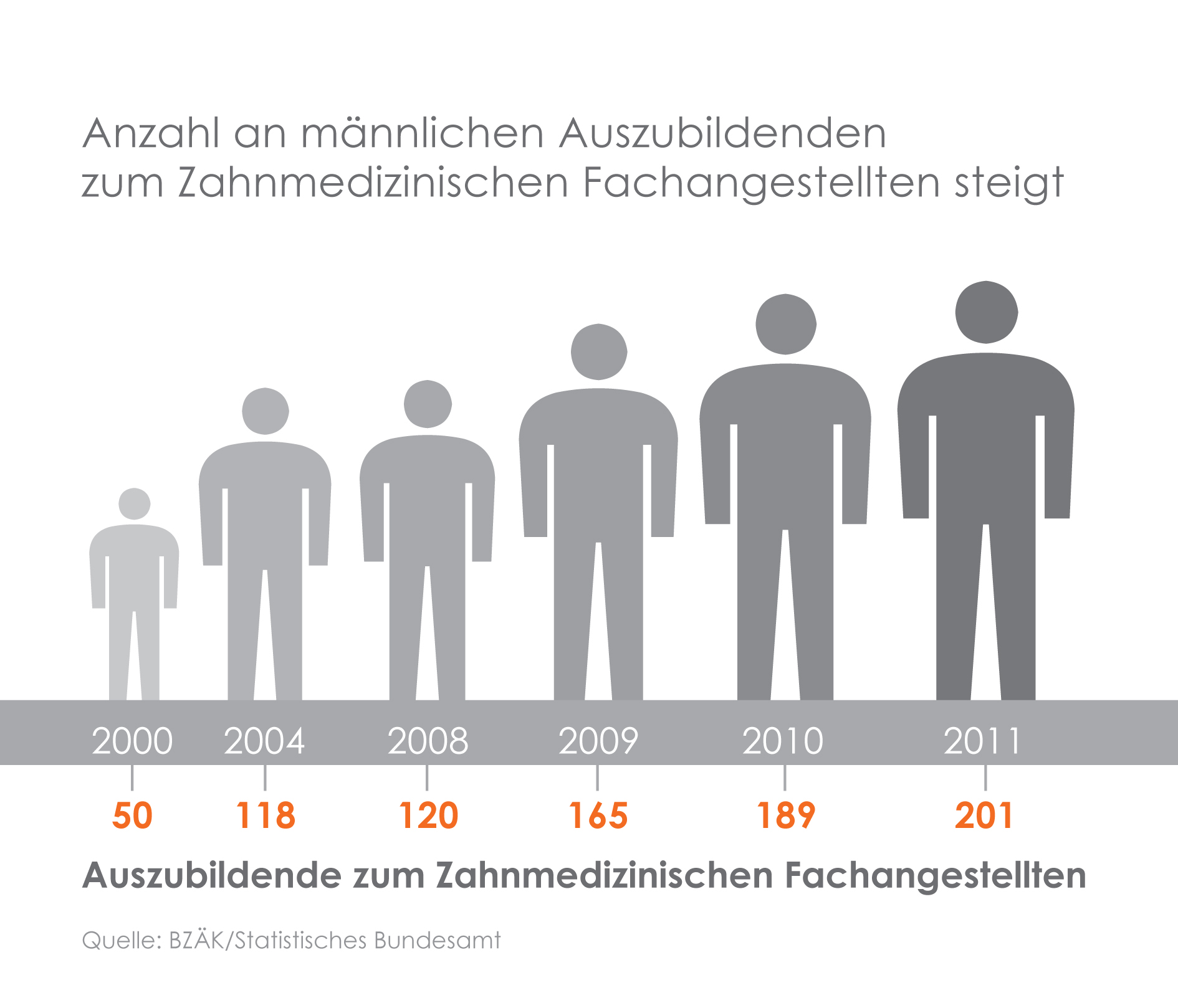
Anstieg der männlichen Auszubildenden zum Beruf des Zahnmedizinischen Fachangestellten 2000 bis 2011

Im Jahr 2011 wurden in Deutschland 10.834 neue Ausbildungsverträge abgeschlossen. Im Jahr 2012 war ein Anstieg auf 12.330 neue Ausbildungsverträge zu verzeichnen (+4,11 %). Auf der Rangliste der Ausbildungsberufe nach Neuabschlüssen in Deutschland steht der Ausbildungsberuf damit auf Rang 14.
Die Zahl der männlichen Auszubildenden zum Zahnmedizinischen Fachangestellten (ZFA) steigt. Im Zeitraum von 2000 bis 2011 hat sich die Anzahl der männlichen Auszubildenden vervierfacht. Der Frauenanteil liegt bei 99,3 Prozent. Auf der Beliebtheitsskala der beliebtesten Ausbildungsberufe bei jungen Frauen stand 2011 der Beruf auf Rang 7, (der der Medizinischen Fachangestellten demgegenüber auf Rang 4).

### Schulische Vorbildung der Auszubildenden
Grundsätzlich ist keine qualifizierende Vorbildung zur Ausbildung notwendig. Bevorzugt werden jedoch Bewerber mit qualifiziertem Hauptschulabschluss oder besser. Bei neu abgeschlossenen Ausbildungsverträgen (zum 31. Dezember 2011) hatten die Auszubildenden zum Zahnmedizinischen Fachangestellten folgende Vorbildung.
      Neuverträge mit Azubis
| Schulische Vorbildung    | 2011   |
| ------------------------ | ------ |
| ohne Hauptschulabschluss | 153    |
| Hauptschulabschluss      | 3.354  |
| Realschulabschluss       | 6.174  |
| Abitur/Fachabitur        | 1.023  |
| Abschluss im Ausland     | 108    |
| Summe                    | 10.815 |

### Ausbildung
Die frühere Bezeichnung Zahnarzthelfer wurde mit Verabschiedung des neuen Berufsbildes im Jahre 2001 abgeschafft.
Die Ausbildung richtet sich nach der Verordnung über die Berufsausbildung zur/zum Zahnmedizinischen Fachangestellten (ZFA). Die Kenntnisse werden in einem dualen System an der Berufsschule und in der Zahnarztpraxis vermittelt. Die Ausbildungszeit beträgt drei Jahre, kann jedoch um bis zu einem Jahr verkürzt werden. In Deutschland ist grundsätzlich jede Zahnarztpraxis zur Ausbildung berechtigt. Im Jahr 2011 bildeten rund 41 % der Zahnarztpraxen aus.
Im Rahmen der Ausbildung werden Kenntnisse vermittelt über
- Grundkenntnisse des Abrechnungswesens,
- Durchführen von Arbeiten im Zahnarztlabor,
- Maßnahmen der Arbeits- und Praxishygiene,
- den Arbeits- und Umweltschutz,
- Umgang mit Arznei- und Heilmitteln,
- Umgang mit Bestimmungen der Sozialgesetzgebung und
- Datenschutz, Datenverarbeitung und Datensicherheit,
- das Gesundheitswesen und die Zahnarztpraxis,
- Informations- und Kommunikationssysteme,
- Grundkenntnisse über Krankheiten, Anatomie, Physiologie und Pathologie,
- medizinische Fachbegriffe
- Betreuung von Patienten,
- Anwendung und Pflege medizinischer Geräte und Instrumente,
- Praxisabläufe,
- Durchführung von Prophylaxe-Maßnahmen,
- Anwendung von Röntgenstrahlen,
- Hilfeleistungen bei Zwischenfällen.

#### Abschlussprüfung 2011
Im Jahre 2011 haben bundesweit 9.678 Auszubildende an der Abschlussprüfung zum Zahnmedizinischen Fachangestellten teilgenommen, davon waren 51 männlich. 9.006 Auszubildende (93,1 %) haben die Prüfung bestanden.
Im Jahre 2000 waren es im Vergleich 13.313 Prüflinge, von denen 12.200 (91,6 %) die Prüfung bestanden haben.

### Ausbildungsvergütung
Die Vergütung für Auszubildende zur Zahnmedizinischen Fachangestellten ist regional unterschiedlich geregelt. Zum 1. April 2016 betragen die monatlichen tariflichen Ausbildungsvergütungen für ZFA im ersten Ausbildungsjahr z. B. für die Länder Hamburg, Hessen und das Saarland sowie für den Landesteil Westfalen-Lippe in NRW im 1. Ausbildungsjahr 750 €, im 2. Ausbildungsjahr 790 € und im 3. Ausbildungsjahr 840 €.

#### Arbeitslosigkeit
Am Jahresende 2011 waren 6142 ZFAs arbeitslos gemeldet, ein Rückgang um 14 % gegenüber dem Vorjahr und um 60 % gegenüber dem Jahr 2000.

### Berufsbild
In der Praxis bestehen die wesentlichen Aufgaben einer zahnmedizinischen Fachangestellten in
- Abrechnung mit Krankenkassen und Privatpatienten,
- Anlernen von Auszubildenden,
- Vorbereitung von Behandlungen,
- Beratung und Betreuung der Patienten vor, während und nach der Behandlung,
- Datenerfassung und Verwaltung von Patientendaten, Krankheitsbefunden, Patientenrecall
- Dokumentierung von Sterilisations- und Hygieneprozessen,
- Gerätewartung und Pflege,
- Anreichen der Instrumente und der Assistenz am Behandlungsstuhl,
- Erledigung von kaufmännischen Tätigkeiten,
- Erstellung von Kieferabformungen,
- prophylaktische Maßnahmen wie die Zahnsteinentfernung oder das Anfärben der Zähne zur Kinderprophylaxe (nur mit entsprechender Zusatzausbildung),
- Erstellung von provisorischem Zahnersatz,
- Umsetzung von Qualitätsmanagement,
- Reinigung und Desinfektion von Instrumenten und Räumen,
- Repräsentation der Praxis und Pflege der Praxisräume,
- Erstellen von Röntgenaufnahmen,
- Terminvergabe und Telefonannahme,
- Warenbeschaffung.

### Fortbildung
Es gibt folgende Anpassungsfortbildungen:
- Kieferorthopädische Assistenz
- Prophylaxe Basiskurs
- Prothetische Assistenz

### Weiterbildung
Es gibt unterschiedliche Weiterbildungen im Sinne einer Aufstiegsfortbildung, je nach Zahnärztekammer:
- Assistent Zahnärztliches Praxismanagement (AZP)
- Zahnmedizinischer Prophylaxeassistent (ZMP)
- Zahnmedizinischer Fachassistent (ZMF)
- Zahnmedizinischer Verwaltungsassistent (ZMV)
- Fachwirt für zahnärztliches Praxismanagement
- Dentalhygieniker (DH)
- Betriebswirt für Management im Gesundheitswesen

Im Jahr 2011 wurden 785 erfolgreiche Prüfungen zur ZMP, 461 zur ZMV, 315 zur ZMF und 111 zur DH vor den Zahnärztekammern abgelegt.
In Bayern wird z. B. die Weiterbildung zur ZMF berufsbegleitend durchgeführt und hat den Schwerpunkt Prävention/Prophylaxe.
Die ZMV ist eine Weiterbildungsmaßnahme im Abrechnungs- und Verwaltungsbereich. Nähere Infos gibt es bei den Zahnärztlichen Bezirksverbänden.
In Westfalen-Lippe wird durch die Zahnärztekammer die Aufstiegsfortbildung zum Betriebswirt für Management im Gesundheitswesen angeboten.
In Nordrhein wird durch die Zahnärztekammer die Aufstiegsfortbildung zum Assistent Zahnärztliches Praxismanagement (AZP) angeboten.

### Gewerkschaft/Berufsvertretung
siehe: Verband medizinischer Fachberufe

### Vergütung
In Deutschland wird die Höhe der Vergütung von Zahnmedizinischen Fachangestellten zwischen Arbeitgeber und Arbeitnehmer frei ausgehandelt. In einigen Bundesländern (Hessen, Hamburg, Saarland, Westfalen-Lippe) gibt es einen Vergütungstarifvertrag, der jedoch nicht bindend ist, aber einen Richtwert darstellen kann. Das Gehalt bemisst sich dort nach der Anzahl der Berufsjahre und dem Umfang der Fortbildungsmaßnahmen, den die Zahnmedizinische Fachangestellte vorzuweisen hat.
Das Gehalt gemäß diesem Vergütungstarifvertrag beginnt bei 1602,- € für die ersten drei Berufsjahre. Es kann je nach Berufserfahrung und Fortbildung bis auf 2517,- € ansteigen. Hinzu kommen gegebenenfalls zusätzliche freiwillige Zahlungen, wie Weihnachts- oder Urlaubsgeld, vermögenswirksame Leistungen und andere Sozialleistungen. Das Gehalt kann sich nach Angebot und Nachfrage und der entsprechenden Qualifikation richten. In Städten mit geringerem Angebot an Zahnmedizinischen Fachangestellten liegen die Gehälter höher, als die Tarifverträge es vorsehen.

### Berufsgenossenschaft
Zahnmedizinische Fachangestellte sind Mitglieder der Berufsgenossenschaft für Gesundheitsdienst und Wohlfahrtspflege. Die gesetzliche Unfallversicherung ist ein Zweig des deutschen Sozialversicherungssystems. Sie stellt eine Haftpflichtversicherung für den Unternehmer dar – gegen die Risiken von Arbeitsunfällen und Berufskrankheiten seiner Mitarbeiter. Deshalb zahlen für die gesetzliche Unfallversicherung allein die Arbeitgeber Beiträge.

## Schweiz
In der Schweiz heißt die Berufliche Grundbildung Dentalassistentin bzw. Dentalassistent EFZ.
Die Ausbildung dauert drei Jahre. Die Ausbildungsorte sind Betrieb, Berufsfachschule und Überbetriebliche Kurse.
Der neue Bildungsplan für Dentalassistentinnen ist zusammen mit der neuen Bildungsverordnung (BiVo) am 1. Januar 2010 in Kraft getreten.
Die Kantone sind für den Vollzug dieser Verordnung verantwortlich.
Der Beruf ist auf Platz sieben der beliebtesten Ausbildungsberufen für Frauen.

### Vergütung während der Ausbildung
Die Löhne der angehenden Dentalassistentinnen und Dentalassistenten betragen für Lehrverträge (ab 1. August 2011)
- im 1. Lehrjahr Fr. 550.–,
- im 2. Lehrjahr Fr. 900.– und
- im 3. Lehrjahr Fr. 1300.–

Zahlbar 13 Mal pro Jahr.

### Weiterbildungsmöglichkeiten
Dentalassistentinnen und Dentalassistenten können sich in verschiedenen Kursen weiterbilden.
Spezialisierungen:
- Schulzahnpflege-Instruktor (SZPI)

Verbandsdiplome
- SSO-Fachausweis als Prophylaxeassistent
- SSO-Fachausweis als Dentalsekretär (Medizinischer Sekretär)

Höhere Fachschule
- Dipl. Dentalhygieniker HF